# Космос-2024
Космос-2024 је један од преко 2400 совјетских вјештачких сателита лансираних у оквиру програма Космос.
Космос-2024 је лансиран са космодрома Тјуратам, Бајконур, СССР, 31. маја 1989. Ракета-носач Протон-К је поставила сателит у орбиту око планете Земље. Маса сателита при лансирању је износила 1415 килограма. Космос-2024 је био ГЛОНАСС навигациони сателит.